# Alfonso I delle Asturie
Alfonso I delle Asturie, conosciuto anche come Alonso I delle Asturie, soprannominato il Cattolico (el Católico) (Alfonso anche in spagnolo e in asturiano, Alfons in catalano, Afonso in galiziano e in portoghese, Alifonso in aragonese e Alfontso in basco; Cantabria, 705 circa – Cangas de Onís, 757), è stato il terzo monarca delle Asturie e il primo a denominarsi re, dall'anno 739 al 757.

## Origine
Alfonso era figlio del duca Pietro di Cantabria e della moglie, una nobile di cui non si conoscono né gli ascendenti né il nome, ma da una lettera del figlio, Alfonso, risulta essere sorella o nipote di Adolfo abate (Adulfo abbati gloriosissimo domino meo et avunculo meo) del monastero Beatæ Mariæ di Covadonga, come ci viene confermato sia dallo storico e genealogista spagnolo, Salazar y Castro ricorda come nipote del re Recaredo (Liubigrohona nieta de Recaredo), che la Cronica de Alfonso III, la Historia Silense Pietro discende da Recaredo I e il Sebastiani Chronicon.

Inoltre Alfonso fu genero del primo monarca delle Asturie, il principe Pelagio, di cui aveva sposato la figlia Ermesinda, come conferma ancora la Historia Silense.

Nel passato, Pietro di Cantabria fu ritenuto figlio del re visigoto Ervige, e di Liuvigoto o Liuvigotona, figlia di un precedente re dei Visigoti, Suintila, che sempre Salazar y Castro ricorda come nipote del re Recaredo (Liubigrohona nieta de Recaredo); secondo la cronaca di Alfonso III invece il figlio di Pietro, Alfonso I delle Asturie, e quindi il duca stesso, discendeva dai re visigoto, Recaredo I e Leovigildo. Anche secondo la Historia Silense Pietro discende da Recaredo I.

Oggi questa discendenza è messa in dubbio in quanto, dopo la conquista araba, vi era l'abitudine di inventare discendenze visigote nobili.

## Biografia
Solo dopo la vittoria cristiana nella battaglia di Covadonga, suo padre, Pietro, unì le sue forze con quelle asturiane del principe Pelagio e mandò il figlio primogenito, Alfonso, alla corte asturiana situata a Cangas de Onís, anche se qualche storico riporta che Pietro si era unito a Pelagio, prima di Covadonga.
Inoltre suo padre Pietro di Cantabria e il principe Pelagio delle Asturie avevano programmato l'unione dei domini delle rispettive casate, attraverso il matrimonio di Alfonso, figlio di Pietro ed Ermesinda, figlia di Pelagio, avvenuto prima del 737.
Non si conosce la data della morte di suo padre, Pietro di Cantabria, che avvenne qualche anno prima dell'elezione al trono delle Asturie del figlio Alfonso, che gli succedette come duca di Cantabria.
Nel 739 il principe delle Asturie Favila, dopo avere governato per soli due anni, morì prematuramente, secondo la leggenda, a causa delle ferite che aveva riportato nella lotta con un orso, che aveva affrontato durante una partita di caccia con il solo coltello.
La morte causata dall'orso viene confermata da tutte le cronache e anche la CRONICA ROTENSIS, che il CHRONICON ALBELDENSE.

La cosa più probabile fu invece che fu un assassinato dalla nobiltà che poté eleggere un nuovo principe: suo cognato Alfonso, duca di Cantabria, sposato con sua sorella Ermesinda, che divenne re del Regno delle Asturie con il nome di Alfonso I, come viene confermato da tutte le cronache, che, per il primo, usò il titolo re, dopo avere riunito le terre ereditate in Cantabria, ricevute da suo padre alle Asturie ereditate attraverso sua moglie come riporta il Diccionario biográfico español, Real Academia de la Historia.

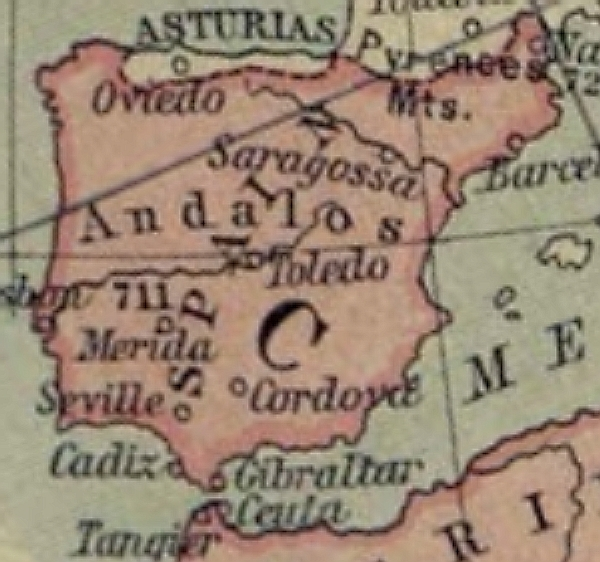
Mappa della penisola iberica verso il 750.

Con il suo regno si avviò l'opera di Reconquista, e, approfittando delle lotte interne fra gli Arabi, assieme al fratello Fruela liberò parecchie zone dalla presenza mussulmana, e, durante queste campagne di riconquista non poche città e borghi rimasero deserti per via della strategia di difesa che i liberatori dovettero mettere in atto, la quale prevedeva ovviamente l'uccisione dei guerrieri musulmani, allontanamento degli ex-dominatori e il trasferimento degli abitanti cristiani in terre più a nord, maggiormente sicure dagli attacchi dei predoni islamici, come conferma la Cronica de Alfonso III. Questo modo di procedere si rivelò efficace poiché l'unità religiosa consolidò i territori liberati ed eliminò il rischio di sanguinose rappresaglie musulmane..

Anche lo storico Rafael Altamira riporta che Alfonso I fece scorrerie in Galizia, Cantabria e Leon; i Berberi che occupavano la zona Nord-Occidentale della penisola iberica, in quegli anni si erano ribellati all'autorità centrale di Cordova, come riporta la Histoire de l'Afrique et de l'Espagne, Intitulée Al-Bayano'l-Mogrib, per cui la Galizia ed il León erano divenute terre di conquista, spingendosi fino a La Rioja, senza poterla però ripopolare.
Anche durante gli ultimi anni del suo regno Alfonso I non ebbe problemi dall'ultimo Wali di al-Andalus, Yusuf ibn Abd al-Rahman al-Fihri, che era sempre alle prese con sollevazioni varie e dovette combattere ʿAbd al-Raḥmān I ibn Muʿāwiya, il primo emiro, indipendente dal califfato di Damasco.
Alfonso I morì nel 757 di morte naturale sia secondo la Cronica de Alfonso III, dopo diciotto anni di regno (Regnauit annos XVIII. Vitam feliciter in pace finiuit), il CHRONICON ALBELDENSE (Morte propria decessit) e la CRONICA ROTENSIS(Vixit in regno a. XVIII. Morte propria discessit) mentre il Chronicon Compostellani riporta che regnò 19 anni, 1 mese e 1 giorno.

Alla sua morte, il regno delle Asturie comprendeva la Galizia, il nord del León, le Asturie, la Rioja sino a Burgos e arrivava fino a Santander. Mentre la frontiera musulmana correva lungo la linea Coimbra-Pamplona passando per Tudela; fra queste due linee i territori erano sempre oggetto di contese.

Anche il Muslim Spain and Portugal: A Political History of al-Andalus riporta che, nel 756, la frontiera musulmana correva lungo la linea Coimbra-Pamplona, passando per Coria, Talavera, Madrid, Guadalajara, Medinaceli, Tudela, Huesca e Girona, e che questa frontiera rimase pressoché inalterata per circa tre secoli.
Alfonso I fu tumulato nella chiesa di Santa Maria a Covadonga (Santa grotta di Covadonga), come riporta il Sebastiani Chronicon.

Gli succedette il figlio primogenito Fruela, come riporta il Sebastiani Chronicon.

## Matrimonio e discendenza
Alfonso aveva sposato Ermesinda, figlia di Pelagio, come riportato sia dal CHRONICON ALBELDENSE (Bermisindam, Pelagii filiam, Pelagio pnecipiente, accepit) e dalla Historia Silense (Hermesindam Pelagii filiam in coniugium accepit).
Alfonso da Ermesinda ebbe tre figli:
- Fruela I (circa 722-768), re delle Asturie dal 757 alla morte[25]
- Vimarano (?-765), secondogenito, che fu ucciso dal fratello, il re Fruela I, invidioso del consenso che il fratello stava raccogliendo, come riporta la Cronica de Alfonso III[28]
- Adosinda (?-?), sposò Silo delle Asturie, divenendo regina delle Asturie, come riporta la Cronica de Alfonso III[29]; nel 783, rimasta vedova si ritirò in convento.

Alfonso ebbe un altro figlio da una schiava, come conferma il Sebastiani Chronicon (de serva tamen nati):
- Mauregato (?-789), re delle Asturie dal 783 alla morte[30].

### Fonti primarie
- (LA)  Anastasii abbatis opera omnia.
- (LA)  CRONICA ROTENSIS)
- (LA)  Cronica de Alfonso III
- (LA)  Historia silense
- (LA)  #ES España sagrada. Volumen 13
- (LA)  #ES España sagrada. Volumen 23
- (LA)  #ES España sagrada. Volumen 37
- (FR)  #ES Histoire de l'Afrique et de l'Espagne
- (EN)  #ES Spagna musulmana e Portogallo: una storia politica di al-Andalus

### Letteratura storiografica
- Rafael Altamira, Il califfato occidentale, in L’espansione islamica e la nascita dell’Europa feudale, «Storia del Mondo medievale», II volume, Milano, Garzanti, 1999  [1979],  pp. 477-515, SBN RAV0065639.
- (ES) Historia Genealógica de la Casa de Lara. URL consultato il 5 aprile 2023.